# Kane (Mondkrater)
Kane ist ein Einschlagkrater am nordöstlichen Rand der Mondvorderseite am Rand des Mare Frigoris zwischen den Kratern C. Mayer im Westen und Democritus im Osten. Die Kraterwände sind erodiert und das Innere ist vom Mare Frigoris überflutet.
| Buchstabe | Position           | Durchmesser | Link |
| --------- | ------------------ | ----------- | ---- |
| A         | 61,22° N, 27,02° O | 6 km        |      |
| F         | 59,64° N, 23,2° O  | 7 km        |      |
| G         | 59,23° N, 25,32° O | 10 km       |      |

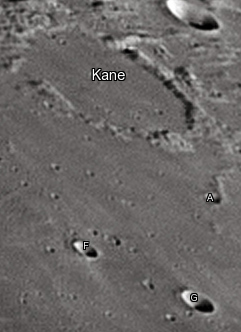
Kane und seine Nebenkrater

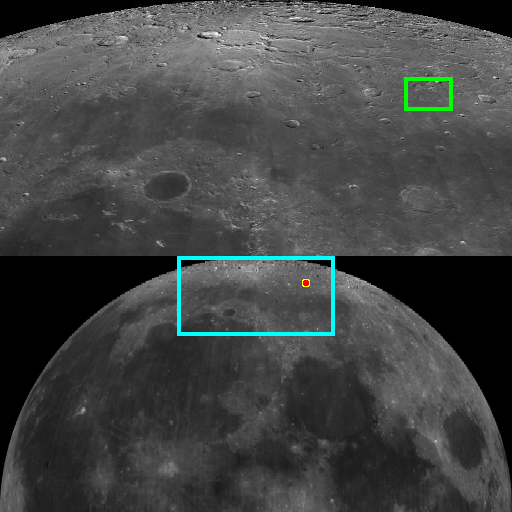
Lage von Kane

Der Krater wurde 1935 von der IAU nach dem amerikanischen Entdecker Elisha Kent Kane offiziell benannt.